# Schloss Windischbergerdorf

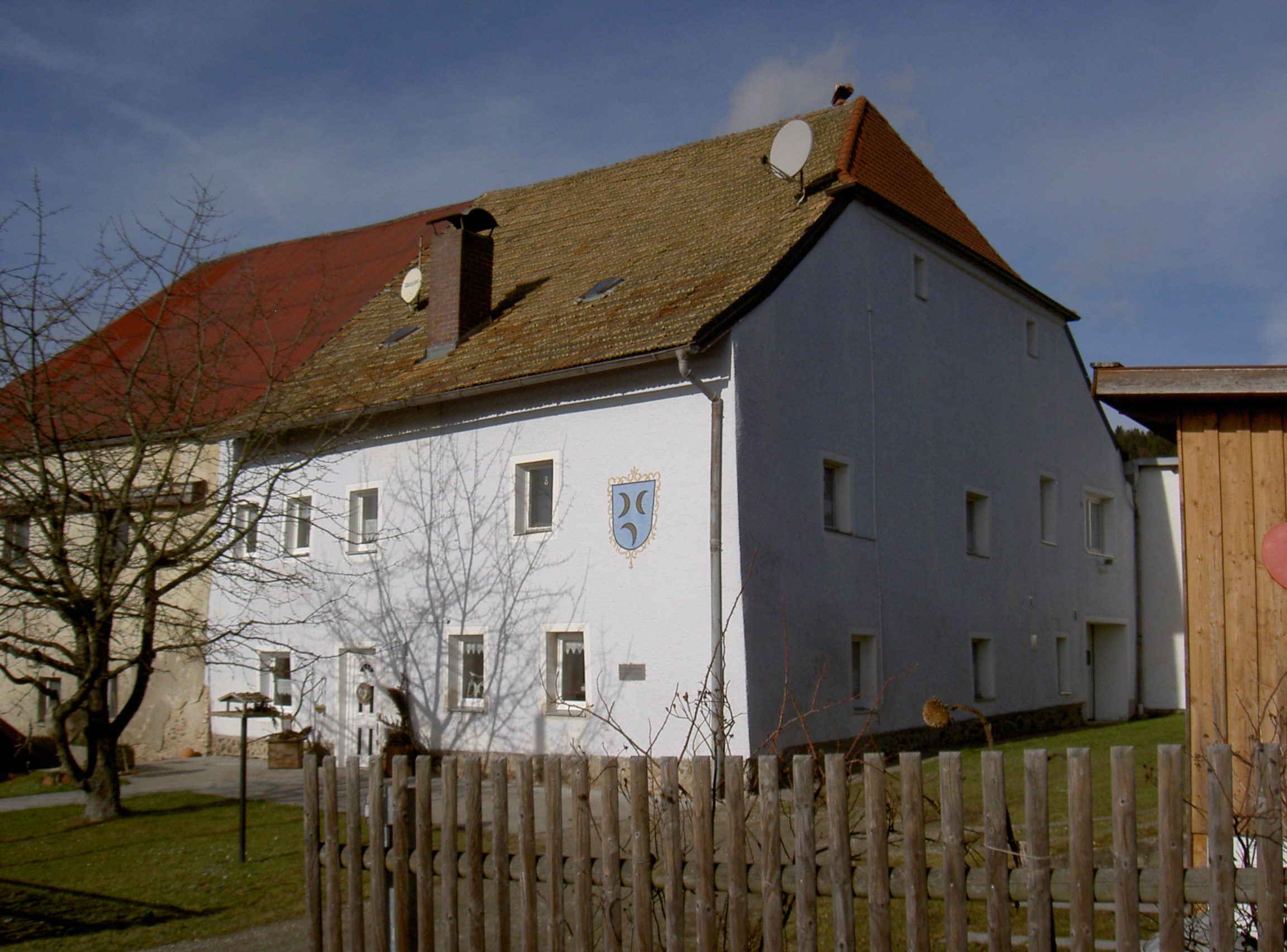
Schloss Windischbergerdorf heute

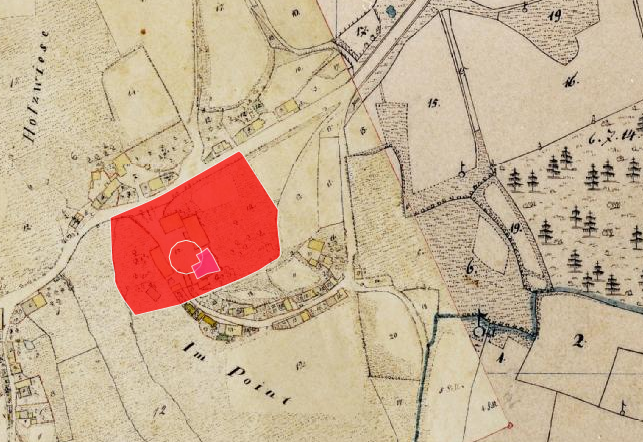
Lageplan von Schloss Windischbergerdorf auf dem Urkataster von Bayern

Das Schloss Windischbergerdorf befindet sich in dem Ortsteil Windischbergerdorf der oberpfälzischen Stadt Cham im Landkreis Cham von Bayern (Schlossstraße 1, Poststraße 3 und 5). Die Anlage ist unter der Aktennummer D-3-72-116-138 als denkmalgeschütztes Baudenkmal von Windischbergerdorf verzeichnet. Ebenso wird sie als Bodendenkmal unter der Aktennummer D-3-6742-0028 im Bayernatlas als „archäologische Befunde im Bereich des frühneuzeitlichen Schlosses von Windischbergerdorf, zuvor mittelalterliche Burg“ geführt.

## Geschichte
Die Burg Windischbergerdorf am Fuß des Buchbergs gilt Ende des 13. Jahrhunderts als Sitz des Ministerialengeschlechts der Puchberger. 1287 ist ein Marquardus miles ductus de Pergerdorf beurkundet. 1353 besaß den Edelsitz Pergerdorf Georg von Puchberg zu Winzer. Die Puchberger sind durch eine Heirat nach Winzer abgewandert. Nach den Puchbergern wurde das Gut als Ritterlehen der  Grafen von Schwarzenberg zu Hohenlandsberg auf Egenkofen und Winzer vergeben. Damals war der Name Windischbergerdorf noch nicht gebräuchlich, der Ort wurde damals Puchbergerdorf genannt. 1574 wurde zum ersten Mal die Bezeichnung Windischbergerdorf erwähnt. Der Namenszusatz Windisch diente zur näheren Bezeichnung des Dorfes, um es von Großbergerdorf bei Pemfling abzugrenzen.
In der Landtafel von 1488 ist Hiltprant von Wonsiedl zu Pergedorf hier eingetragen. 1503 ist das Gut im Besitz des Lautrer von Dörfering, Richter zu Cham. 1579 erscheinen die Wrenstl als Inhaber. Der Protestant Hans Wenstl war von 1531 bis 1579 Pflegerverweser, Kastner und Landrichter von Cham und Schwarzenbergischer Lehenspropst in Cham. 1579 übernahm Christoph Wenstl das Gut und machte es 1605 von der Schwarzenbergischen Lehenshoheit frei; seine Besitzungen wurden zu einer Hofmark.
Von diesem erwarb Sebastian Perghofer von Ozing bei Deggendorf 1608 das Landsassengut. Als Protestant wurde er 1626 aufgefordert, katholisch zu werden oder das Land zu verlassen. Er verkaufte das Gut und übersiedelte nach Nürnberg. Im Dreißigjährigen Krieg ist er verschollen. Weitere Besitzer sind 1626 Christoph Hörl, Bräuverwalter zu Schwarzach, und 1663 die Witwe des Max Mair. Maximilian Mayr, Bürgermeister von Ingolstadt kam 1654 in den Besitz des Gutes. 1677 kauft der Chamer Stadtkämmerer Matthias Koch das Gut von Simon Kellner. 1740 wird der Schlossbesitzer und Ratsherr von Cham Felix Babl von den Panduren erschlagen und die Gebäude stürzen zum Teil ein.
In der Mitte des 18. Jahrhunderts sind hier Johann Nepomuk von Fischl und 1756 der Chamer Bräuverwalter Johann Martin Obersberger († 1789) als Inhaber genannt. Dieser ließ das heruntergekommene Anwesen wieder neu aufbauen und auch eine Schlosskapelle errichten. 1789 kam der Rittmeister Max Rechthaler durch Heirat mit der Tochter des Obersbergers in den Besitz des Gutes. 1794 ist hier Johanna von Rechthaler eingetragen. 1803 wird hier Reichsfreiherr Joseph von Bugniete genannt. Er kämpfte unter Napoleon gegen die Österreicher und fiel 1809 in der Schlacht bei Eggmühl. Johanna von Rechthaler brachte das Gut durch Heirat 1817 an Anton Saxl. 1846 ist ein Kerscher Besitzer des Herrschaftsgutes.
1852 wurde der noch vierstöckige Turm des Schlosses an Georg Lankes verkauft. Dieser erwirbt 1857 auch den übrigen Teil des Schlosses und den Rest der Grundstücke. 1881 teilte Georg Lankes das Schlossanwesen an seine zwei Söhne. Ignaz Lankes erhielt den Turm und den vorderen Teil, über dessen Eingang das Wappen des Obersperger eingemauert war. Josef Lankes bekam den übrigen Schlossteil. 1905 verkaufte Ignaz Lankes seinen Teil an Anton Althammer und dieser an einen Gütlerhändler. Dann erwarb ihn Therese Plötz und übergab ihn 1924 ihrem Sohn Ludwig Plötz. Josef Lankes verkaufte seinen Teil ebenfalls an Therese Plötz. 1910 ging der Besitz an den Gütlerhändler Kirschbaum, der ihn dann an Albert Plötz verkaufte und von diesem und an Anton Bauer überging. 1936 kauft Max Fuchs den Süd- und Nordteil (Hs. Nr. 12 1/4), Josef Schuhbauer besaß seit 1910 Hs. Nr. 12. 1962 wird Maria Gatz Besitzerin von Hs.-Nr. 12, das dann 1976 versteigert wird. 
Im Zuge der Gebietsreform in Bayern wurde die Gemeinde Windischbergerdorf am 1. Mai 1978 in die Stadt Cham eingemeindet.

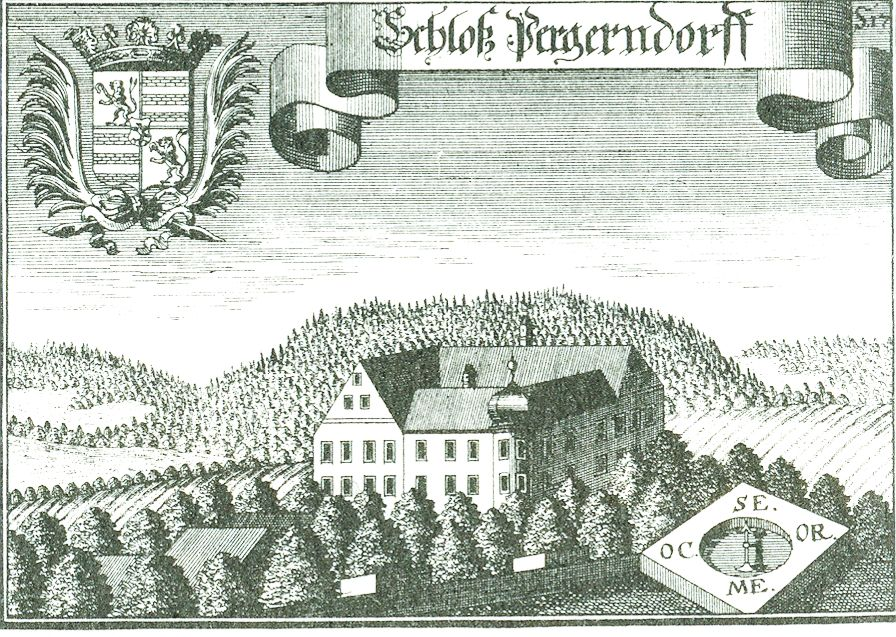
Schloss Windischbergerdorf nach einem Stich von Michael Wening von 1721

## Schloss Windischbergerdorf einst und jetzt
Das Schloss liegt an der höchsten Stelle des alten Dorfkerns. Nach dem Stich von Michael Wening ist das Schloss eine vierseitige Anlage unterhalb des Buchberges mit einem durch eine Zweibelhaue gedeckten Turm an einer Schlossecke. Die Anlage ist durch einen einfachen Zaun von der Umgebung angegrenzt, wobei sich noch Wirtschaftsgebäude innerhalb der Abgrenzung befinden. Wening beschreibt den Ansitz wie folgt: „Pergerdorf ist bloß ein geringes Landsassengütl ... nächst an dem Chambfluß etwas weniges erhöhet, hat eine gebaute Wohnung ... mit einer kleinen Capellen (St. Michael) versehen, ist ansonsten zur nächst entlegenen Pfarr Chammünster gehörig.“
Durch den Umbau durch den Johann Martin Obersberger ist das Schloss im 18. Jahrhundert wesentlich verändert worden, sodass heute keine Ähnlichkeit mehr mit der Radierung von Wening besteht.
Von dem ehemaligen Schloss sind noch zwei versetzt angeordnete Bauten (Vorderes und Hinteres Schloss) erhalten. Nördlich befindet sich ein zweigeschossiger und giebelständiger Satteldachbau mit dem Turmstumpf des romanischen Bergfrieds; dieser besitzt eine Eckquaderung und Gewölbe. Südlich liegt ein zweiteiliger und zweigeschossiger Halbwalmdachbau, der im Kern mittelalterlich ist, aber um 1756 wiederaufgebaut wurde. Ein Gebäude trägt noch die Datierung 1780. Im 19. und 20. Jahrhundert wurde der Bau mehrmals verändert. 1828 ist das Schloss ausgebrannt und 1876 wurde es teilweise abgebrochen, dabei wurde der Bergfried um zwei Stockwerke reduziert. Die Schlosskapelle ist Bauteil im Palas.